# North Wales Coast Line
De North Wales Coast Line is een spoorlijn in Wales die
Holyhead aansluit op de West Coast Main Line bij Crewe.

## Geschiedenis
Het deel van de lijn tussen Chester en Crewe werd gebouwd door de Chester and Crewe Railway en werd kort voor de opening in 1840 overgenomen door de Grand Junction Railway. De rest van de lijn werd tussen 1840 en 1850 gebouwd door de Chester and Holyhead Railway, een maatschappij die voor dit doel was opgericht. Het belangrijkste doel van de bouw van dit tweede deel was het verbeteren van de reistijd van post en passagiers tussen Londen en Dublin via de havenstad Holyhead.
De lijn bevat verschillende monumentale kunstwerken, zoals de Conwy Railway Bridge en de Britannia Bridge.

## Gebruik

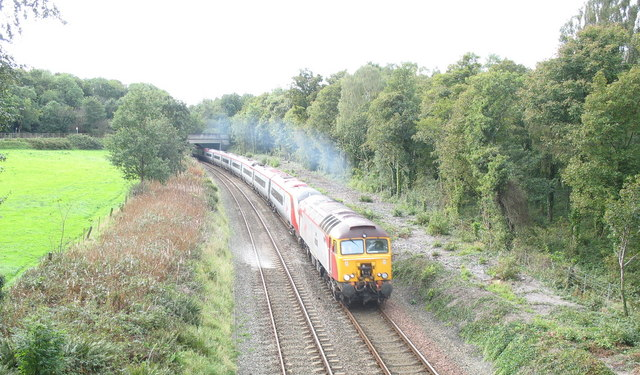

Het reizigersvervoer over de lijn is in handen van Arriva Trains Wales en Virgin Trains. Arriva verzorgt diensten tussen Holyhead, Crewe, Cardiff, Llandudno en Manchester. Virgin rijdt tussen Station London Euston, Llandudno en Holyhead. Omdat de lijn niet geëlektrificeerd is wordt er met diesellocomotieven en dieselelektrische treinstellen gereden. De elektrische Class 390 Pendolino kantelbaktreinen van Virgin Trains worden op dit deel van hun reis getrokken door diesellocomotieven. Nog altijd geven de treinen van Londen naar Holyhead aansluiting op veerboten naar Dublin en Dún Laoghaire, vanwaar de voorstadstreinen van Dublin Area Rapid Transit de reiziger naar Dublin zelf brengen.